# 日本作詩家協会
一般社団法人日本作詩家協会（にほんさくしかきょうかい、英称：Japanese Lyricists Association、略称：JLA）は、日本の作詞家の団体として1965年（昭和40年）7月に設立された団体である。

## 概要
- 設立：1965年7月
- 目的：作詩活動の振興を通じて音楽芸術の向上と普及を図り、わが国文化の発展に寄与すること。
- 事務所所在地：〒160-0004 東京都新宿区四谷三丁目2番 TRIIビル4F

## 歴代会長
- サトウハチロー（1967年 - 1975年）
- 藤浦洸（1975年 - 1984年）
- 西沢爽（1984年 - 1988年）
- 石本美由起（1988年 - 1996年）
- 星野哲郎（1996年 - 2008年）
- 湯川れい子（2008年 - 2012年）
- 里村龍一（2012年 - 2013年）
- 喜多條忠（2014年 - 2020年）
- 石原信一（2020年 - ）

※1965年 - 1967年は代表理事に藤間哲郎が就任。

## 目的と事業
「作詩活動の振興を通じて音楽芸術の向上と普及を図り、もって我が国文化の発展に寄与すること」を目的とし、以下の事業を行っている。
- 作詩活動の奨励及び顕彰
  - 日本作詩大賞の制定
- 作詩の普及
  - 作詩講座等
- 作詩に関する調査研究及び出版物の刊行
  - 著作権に関するシンポジウム及びセミナーである「いい歌を残すための歌会議」の開催
  - 詩謡集「きょうの詩あしたの詩」の発行
- 作詩活動に関する国際交流